# Odontaspis
Odontaspis é um gênero de tubarão da família Odontaspididae.
Possuem distribuição nos oceanos Atlântico, Índico e Pacífico, em ambientes temperados frios a tropicais.

## Descrição
Aberturas branquiais todas na frente da nadadeira peitoral, não se estendendo para a superfície dorsal da cabeça; olhos relativamente pequenos; nadadeira caudal assimétrica com lobo ventral relativamente curto. Ovovivíparo, com embriões se alimentando do saco vitelínico e outros óvulos produzidos pela mãe.

## Espécies
Atualmente, o gênero possui duas espécies:
- O. ferox
- O. noronhai